# Hans Fogh
Hans Marius Fogh (ur. 8 marca 1938 w Rødovre, zm. 14 marca 2014 w Toronto) – duński, a następnie kanadyjski żeglarz sportowy. Dwukrotny medalista olimpijski.

## Życiorys
Urodził się w Rødovre. Reprezentował Danię na czterech igrzyskach olimpijskich. Zawody w 1960 były jego pierwszymi igrzyskami olimpijskimi. Po medal sięgnął w klasie Latający Holender. Partnerował mu Ole Gunnar Petersen. Cztery lata później, w Tokio, zajęli czwarte miejsce. Zajął w tej klasie 16. miejsce na igrzyskach w 1968 w Meksyku i 7. miejsce na igrzyskach olimpijskich w 1972 w Monachium.
Od 1969 mieszkał w Kanadzie. Uzyskał obywatelstwo kanadyjskie w 1975 i od tego czasu reprezentował to państwo. Na igrzyskach olimpijskich w 1976 w Montrealu zajął 4. miejsce w klasie Latający Holender (płynąc z Evertem Bastetem). Zawody w 1984 były jego ostatnimi igrzyskami olimpijskimi. Brązowy medal zdobył, pod nieobecność sportowców z części Bloku Wschodniego, w klasie Soling. Wspólnie z nim załogę łodzi stanowili Stephen Calder i John Kerr.

## Medale

### Jako reprezentant Danii
- igrzyska olimpijskie, Rzym 1960 – Latający Holender, srebrny medal[1]
- mistrzostwa świata, 1961, St. Petersburg – Latający Holender, złoty medal
- mistrzostwa świata, 1961,  Travemünde – Finn, srebrny medal
- mistrzostwa świata, 1973, Rochester – Latający Holender, złoty medal
- mistrzostwa świata, 1974, Sydney – Soling, złoty medal[2]

### Jako reprezentant Kanady
- mistrzostwa świata, 1974, Rio de Janeiro – Soling, brązowy medal
- igrzyska olimpijskie, Montreal 1984 – Soling, brązowy medal[1]
- igrzyska panamerykańskie, Indianapolis 1984 – Soling, złoty medal[1]
- mistrzostwa świata, 1974, Rio de Janeiro – Soling, brązowy medal
- mistrzostwa świata, 2006, Annapolis – Soling,złoty medal
- mistrzostwa świata, 2012, Milwaukee – Soling, srebrny medal[3]